# 생성적 적대 신경망

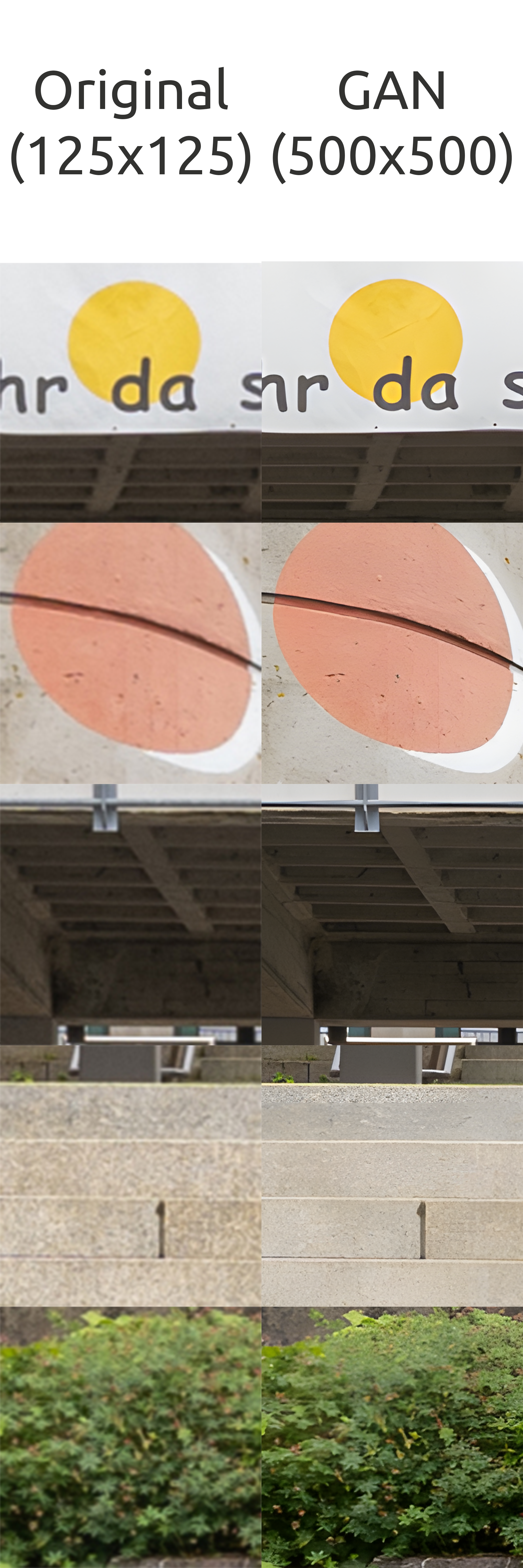

생성적 적대 신경망(生成的敵對神經網, 영어: generative adversarial network; GAN)은 비지도 학습에 사용되는 인공지능 알고리즘으로, 제로섬 게임 틀 안에서 서로 경쟁하는 두 개의 신경 네트워크 시스템에 의해 구현된다. 이 개념은 2014년에 이안 굿펠로우(Ian. j. Goodfellow)에 의해 발표되었다.
Conditional GAN(Conditional Generative Adversarial Net, CGAN), Cycle GAN 등 여러 종류가 존재한다.

## 같이 보기
- 인공지능